# Tanzen (Special Olympics)
Tanzsport (Special Olympics) ist eine Sportart, die auf den Regeln des Tanzsports beruht und in Wettbewerben und Trainingseinheiten der Organisation Special Olympics weltweit für geistig und mehrfach beeinträchtigte Menschen angeboten wird. Tanzsport ist seit 2019 bei Special Olympics World Games vertreten.

## Allgemeines
Viele verschiedene Tänze (z. B. Rock ’n’ Roll, Standardtänze, Breakdance …) werden als Tanzsport betrieben. Hierbei bestehen große regionale Unterschiede. Auf Tanzturnieren stellen sich Einzeltänzerinnen und Einzeltänzer, Tanzpaare oder Tanzformationen (Gruppen) der Beurteilung durch Wertungsrichterinnen und Wertungsrichter.

## Regeln
Es werden die Regeln der World DanceSport Federation (WDSF) und des Deutschen Tanzsportverbandes angewendet, soweit sie nicht im Widerspruch zu den offiziellen Special Olympics Sportregeln für Tanzsport oder zu Artikel 1 der Sportregeln stehen. So können Special Olympics Wettbewerbe nach weltweit gültigen allgemeinen Standards abgehalten werden.

## Besonderheiten bei Special Olympics
Die verschiedenen Tanzstile werden in vier Disziplinen eingeordnet:
- Ballroom: Langsamer Walzer, Tango, Wiener Walzer, Foxtrott, Quickstep, Samba, Cha Cha Cha, Rumba, Paso Doble, Jive oder jede beliebige Kombination
- Streetdance: Hip Hop Dance, Breaking, Locking oder Electric Boogie oder jede beliebige Kombination
- Performing Arts: Klassisches Ballett, Jazz Dance, Modern, Zeitgenössisch oder jede beliebige Kombination
- Specialty: Volkstanz oder LaBlast; in dieser Kategorie sind außerdem alle Tanzstile, die typisch für das entsprechende Land sind oder die nicht zu den oben genannten Tanzformen gehören.[1]

In jeder Disziplinen kann in vier Kategorien angetreten werden: Solo, Duos, Paare und Teams. Der Unterschied zwischen den Kategorien Paar und Duo besteht darin, dass bei Paar zu mindestens 70 Prozent der Auftrittszeit in körperlicher Verbindung miteinander getanzt werden muss, während bei Duo diese Regel nicht gilt.
Es gibt für jede Disziplin bestimmte Elemente, die in der Choreografie Pflicht sind, zum Beispiel im Breakdance ein Bodenelement und eine Isolation.
Generell verboten sind: Rotation am Kopf (Head Spin), Kopfstand, Vorwärts-oder Rückwärtsüberschläge und Hebefiguren, bei denen die Füße der gehobenen Person höher sind als die Schultern der hebenden Person.
Vor den eigentlichen Wettbewerben finden Klassifizierungsrunden statt, damit die Athleten in möglichst leistungshomogene Gruppen eingeteilt werden können.

## Wettkämpfe
Angeboten werden die Disziplinen
- Ballroom (Solo, Duos, Paare, Teams)
- Streetdance (Solo, Duos, Paare, Teams)
- Performing Arts (Solo, Duos, Paare, Teams)
- Specialty (Solo, Duos, Paare, Teams)

Zwar können sich Athletinnen und Athleten grundsätzlich nur für eine der vier Disziplinen melden, doch kann mit einer Erlaubnis der technischen Delegierten in bis zu zwei verschiedenen Kategorien innerhalb einer Disziplin angetreten werden., etwa Streetdance Solo und Streetdance Duos. Die Choreographie darf aber nicht verändert werden.

## Angebot bei Special Olympics World Games
Tanzsport wurde erst während der Special Olympics World Summer Games 2019 als offizielle Sportart anerkannt.